# Comibaena bajularia
Espèce
Le Verdelet (Comibaena bajularia) est un lépidoptère (papillon) de la famille des Geometridae.

## Distribution
On le trouve dans toute l'Europe et au Proche-Orient.

## Description
Il a une envergure de 30 à 35 mm. 

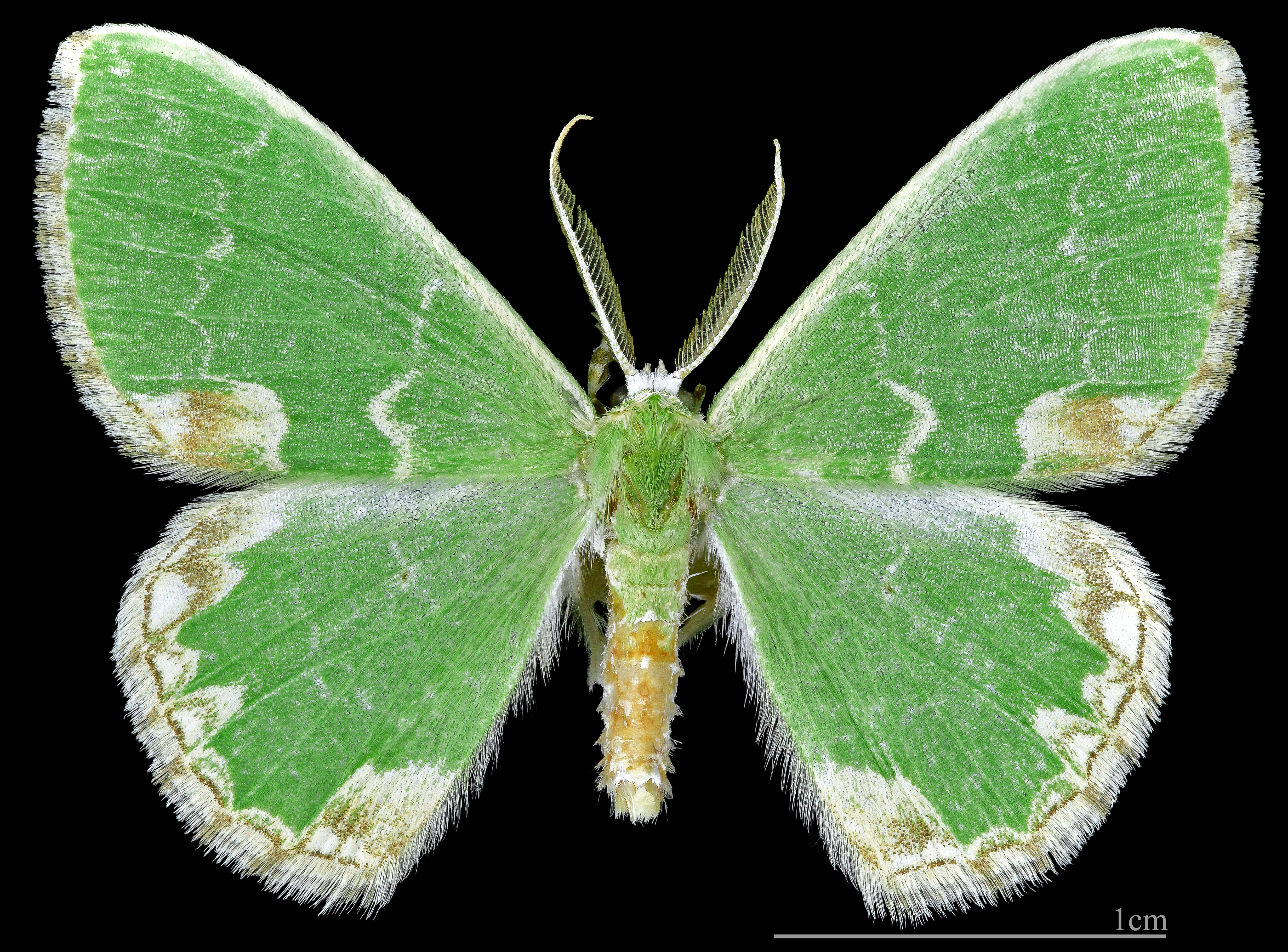
♂  MHNT
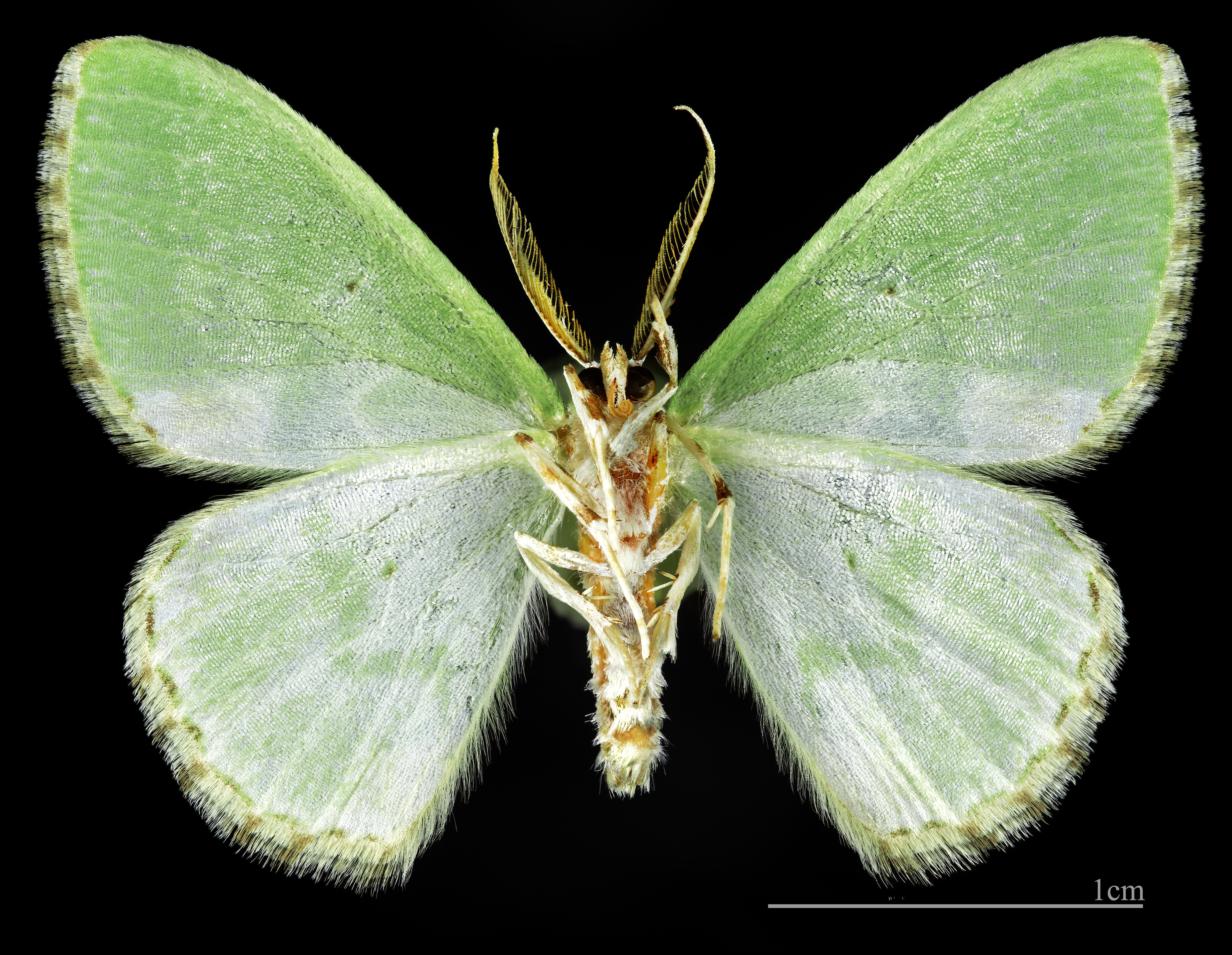
♂ △
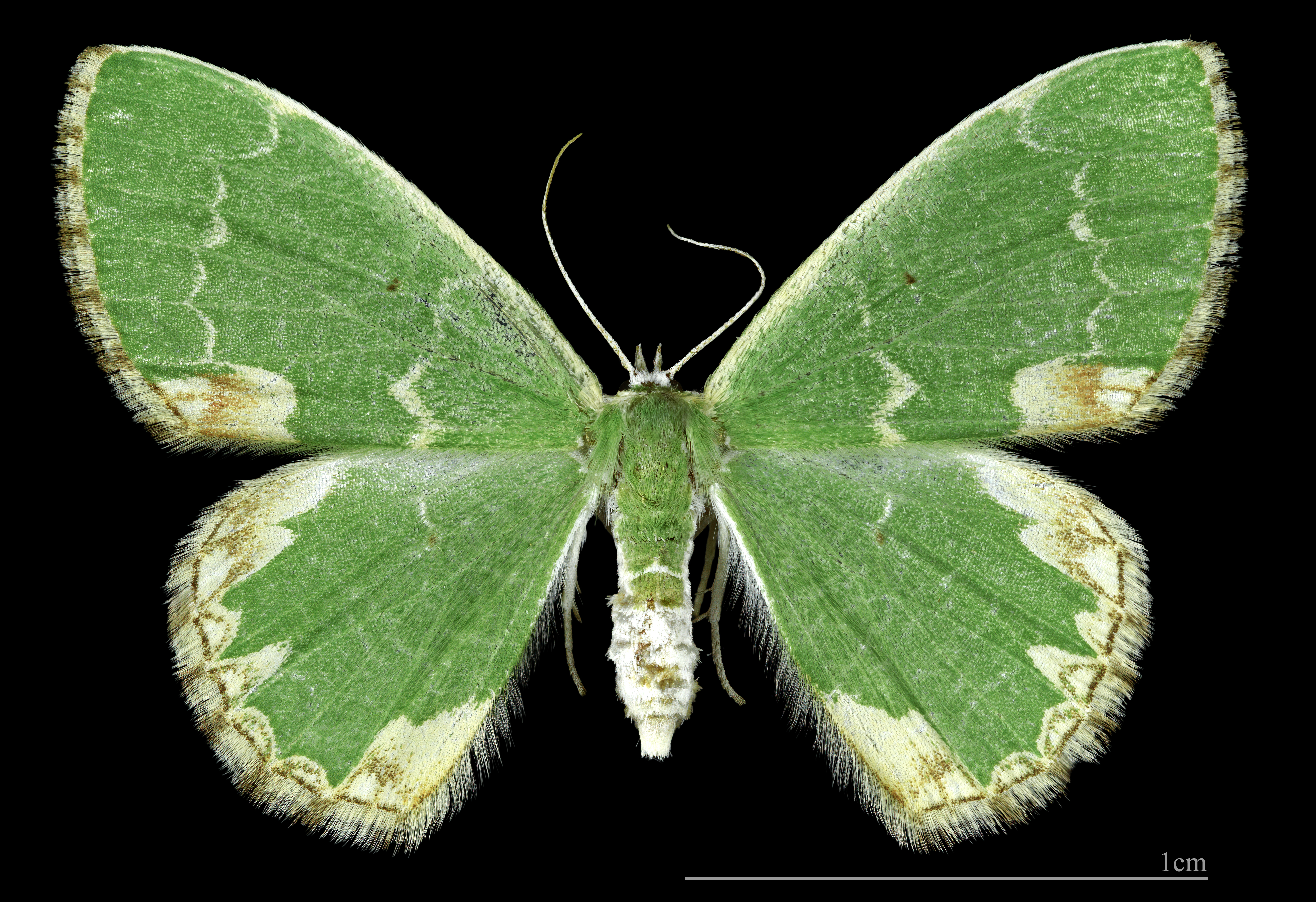
♀   MHNT
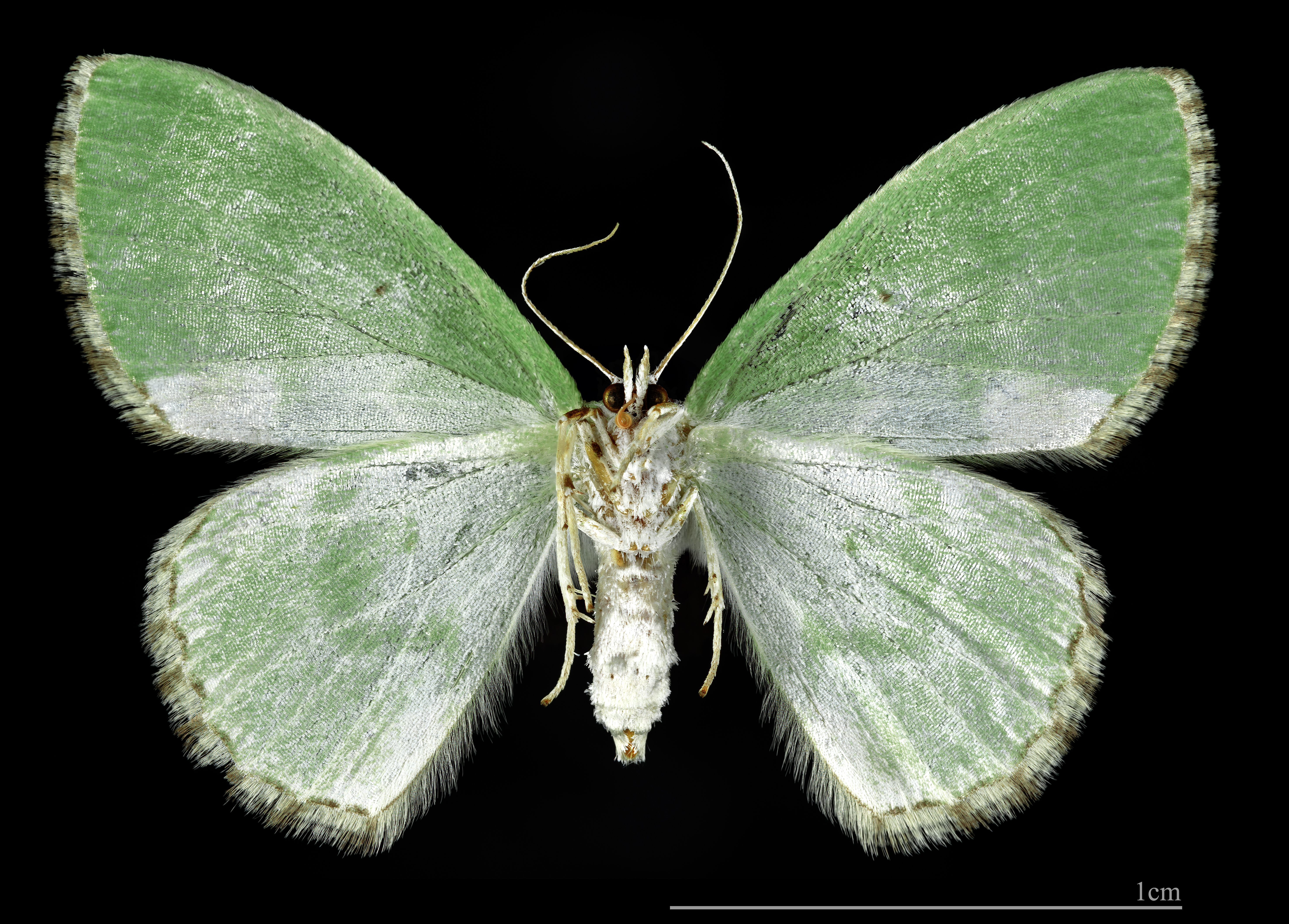
♀ △

## Biologie
Il vole de juin à juillet selon les endroits.
Sa larve (chenille) se nourrit sur le chêne et est la forme hivernale de l'espèce.